# Confresa Airport
Confresa Airport är en flygplats i Brasilien.   Den ligger i kommunen Confresa och delstaten Mato Grosso, i den centrala delen av landet, 700 km nordväst om huvudstaden Brasília. Confresa Airport ligger 234 meter över havet.
Terrängen runt Confresa Airport är huvudsakligen platt, men norrut är den kuperad. Runt Confresa Airport är det mycket glesbefolkat, med 4 invånare per kvadratkilometer..
Omgivningarna runt Confresa Airport är huvudsakligen savann.